# Thank You (Falettinme Be Mice Elf Agin)
Singles de Sly and the Family Stone
Hot Fun in the Summertime
(1969) Family Affair
(1971)
Clip vidéo
[vidéo] « Thank You (Falettinme Be Mice Elf Agin) (audio) », sur YouTube
Thank You (Falettinme Be Mice Elf Agin) est une chanson du groupe américain Sly and the Family Stone. Elle est parue en décembre 1969 en single double face A avec Everybody Is a Star sur l'autre face.
Le single Thank You (Falettinme Be Mice Elf Agin) / Everybody Is a Star a culminé à la 1re place à la fois dans le Hot 100 de Billboard et dans le hit-parade soul du même magazine, devenant le deuxième des trois singles de Sly and the Family Stone à atteindre la première place aux États-Unis.
« Thank you falettinme be mice elf agin » est une façon branchée d'épeler « Thank you for letting me be myself again ».

## Accolades
La chanson Family Affair est classée à la 410e place sur la liste des « 500 plus grandes chansons de tous les temps » selon le magazine musical Rolling Stone.

## Impact et influence
Le titre Thank You (Falettinme Be Mice Elf Agin) a largement influencé le titre Rhythm Nation de la chanteuse Janet Jackson sur l'album Rhythm Nation 1814. En effet, les riffs de guitares du titre sont représentatifs du son funk de Sly avec toutefois une rythmique plus représentative des années 1990. Sur l'album Blood on the Dance Floor de Michael Jackson figure un remix du titre Scream (Scream Louder, Flyte Time Remix). Ce remix reprend les fameuses guitares et la basse en arrière-plan typique du morceau Thank You de Sly.